# Avalanche (álbum de Echo & the Bunnymen)
Avalanche es un EP de la banda británica de post punk Echo & the Bunnymen, publicado en octubre de 2000. Se publicó inicialmente en formato CD a través de Gimme Music, solo disponible en internet.

## Lista de canciones

### Original
1. "Hang On to a Dream" (Tim Hardin) – 2:26
2. "Avalanche" (Will Sergeant, Ian McCulloch) – 3:27
3. "All My Colours (Zimbo)" (Sergeant, McCulloch, Les Pattinson, Pete de Freitas) – 4:12
4. "Silver" (Sergeant, McCulloch, Pattinson, de Freitas) – 3:18
5. "Angels and Devils" (Sergeant, McCulloch, Pattinson, de Freitas) – 3:31
6. "It's All Over Now (Baby Blue)" (Bob Dylan) – 3:35

### Reedición 2003
1. "Baseball Bill (versión Electrafixion)" (Sergeant, McCulloch) – 4:43
2. "Baseball Bill (Sgt Fuzz Remix)" (Sergeant, McCulloch) – 4:35

## Personal

### Músicos
- Ian McCulloch – voz, guitarra
- Will Sergeant – guitarra líder
- Alex Gleave – bajo
- Ceri James – teclados
- Vinnie Jamieson – batería

### Producción
- Ian McCulloch – productor
- Will Sergeant – productor
- Tim Speed – ingeniero
- Nick Allen – diseño